# Микро-
Ми́кро- (русское обозначение: мк; международное: µ) — одна из приставок, используемых в Международной системе единиц (СИ) для образования наименований и обозначений десятичных дольных единиц. 
В другом источнике указано что Микро-, греч. , приставка к др. словам для обозначения малой величины. Единица, наименование которой образовано путём присоединения приставки микро к наименованию исходной единицы, получается в результате умножения исходной единицы на число 10−6. Иначе говоря, вновь образованная единица равна одной миллионной части исходной единицы.
В качестве приставки СИ принята XI Генеральной конференцией по мерам и весам в 1960 году одновременно с принятием системы СИ в целом. Впервые была введена в 1870 году.
Название происходит от  μικρός — маленький.
Примеры:
- 1 микроампер = 1 мкА = 10−6 А
- 1 микрофарад = 1 мкФ = 10−6 Ф

## Применение
При образовании кратных и дольных единиц массы вместо единицы массы — килограмм используется дольная единица массы — грамм и приставка присоединяется к слову «грамм». Таким образом, вместо единицы «микрокилограмм» используется единица «миллиграмм», равная 10−6 кг.
С приставкой «микро-» и её обозначением используются не только единицы СИ, но и большое количество других единиц. В то же время в соответствии с «Положением о единицах величин, допускаемых к применению в Российской Федерации» с приставкой и её обозначением не применяются наименования и обозначения внесистемных единиц:
- массы — тонна, атомная единица массы, карат;
- времени — минута, час, сутки;
- плоского угла — градус, угловая минута, угловая секунда, град (гон);
- длины — астрономическая единица, световой год, парсек, ангстрем, морская миля, фут, дюйм;
- площади — гектар, ар;
- давления — бар, килограмм-сила на квадратный сантиметр, миллиметр водяного столба, метр водяного столба, атмосфера техническая, миллиметр ртутного столба;
- оптической силы — диоптрия;
- линейной плотности — текс;
- скорости — узел;
- ускорения — гал;
- частоты вращения — оборот в секунду, оборот в минуту.

Несмотря на это указание, в некоторых областях широко применяются внесистемные единицы с приставкой «микро-»:
- в астрономии — микросекунда дуги (одна миллионная угловой секунды), имеющая международное обозначение μas;
- в гравиметрии — микрогал (μGal, мкГал);
- в вакуумной технике и в планетологии — микробар (μbar, мкбар).

## Обозначения
В международном применении приставка «микро-» обозначается строчной греческой буквой μ (мю) слева от символа единицы без пробела (например, μSv — микрозиверт; μg — микрограмм; μΩ — микроом). В русском применении приставка микро- обозначается строчными русскими буквами «мк» слева от символа единицы без пробела (например, мкЗв — микрозиверт; мкг — микрограмм; мкОм — микроом).
Если доступны только латинские буквы, то вместо греческого «мю» пишут строчную латинскую букву «u» (например, um — микрометр, uF — микрофарад). Эта замена обозначения официально разрешена стандартами.

### Значок микро
В Юникоде есть специальный значок для обозначения приставки микро- (µ), который имеет номер U+00B5. Он происходит от строчной буквы греческого алфавита мю (μ, U+03BC) и может совпадать (или не совпадать) с ней по виду, в зависимости от шрифта. В HTML значок микро можно записать как &micro; (в то время как буква мю обозначается &mu;). Чтобы напечатать значок в системе Windows, нужно, удерживая клавишу Alt, набрать 0181 на цифровой клавиатуре. Значок микро присутствует в Юникоде по историческим причинам; но если есть возможность, то предпочтительнее использовать букву «мю».
Значок микро сам по себе раньше обозначал микрон (10−6 м), теперь именуемый микрометром. Этот же знак как приставка (преимущественно в международных текстах) означает, что единица измерения, идущая за ним, умножается на 10−6.